# Enrico Minchiotti
Enrico Minchiotti (fl. XX secolo) è stato un calciatore italiano, di ruolo attaccante.

## Carriera
Disputa 5 gare con Casale nel campionato di Prima Divisione 1922-1923.